# Dóra Antal
Dóra Antal (Eger, 9 de setembro de 1993) é uma jogadora de polo aquático húngara.

## Carreira
Antal disputou duas edições de Jogos Olímpicos pela Hungria: 2012 e 2016. Em ambas as ocasiões sua equipe terminou na quarta colocação.